# Jorge Palazuelos
Jorge Palazuelos (* 28. Februar 1949 in Mexiko-Stadt) ist ein mexikanischer Badmintonspieler.

## Karriere
Jorge Palazuelos wurde 1968 erstmals nationaler Meister in Mexiko. 1977 und 1980 nahm er an den Badminton-Weltmeisterschaften teil. 1974 siegte er bei den Swiss Open.

## Sportliche Erfolge
| Saison | Veranstaltung              | Disziplin    | Platz | Name                                 |
| ------ | -------------------------- | ------------ | ----- | ------------------------------------ |
| 1968   | Mexikanische Meisterschaft | Herrendoppel | 1     | Jorge Palazuelos / Francisco Sanudo  |
| 1974   | Swiss Open                 | Herrendoppel | 1     | Ricardo Jaramillo / Jorge Palazuelos |
| 1980   | Weltmeisterschaft          | Herrendoppel | 9     | Ricardo Jaramillo / Jorge Palazuelos |